# Anders de Bruce
Anders de Bruce, född 19 april 1723, död 27 juli 1787 i Tavastehus, var en svensk militär och ämbetsman. Han var systerson till Anders Johan Nordenskiöld och Carl Fredric Nordenskiöld den äldre, vilken också var hans svärfar.
Anders de Bruce var son till krigskommissarien och direktören Erik Bruce. Han blev student vid Uppsala universitet 1741 men sökte sig snart till den militära banan och blev volontär vid fortifikationen 1743. Samma år utsågs han till vice adjutant vid fortifikationsfältstaten i Bohuslän och utsågs 1744 att biträda kommissionen som skulle uppgöra förslag till sjöfästningar vid den nya gränsen mot Ryssland och tjänstgjorde därefter vid byggnationen av fästningarna på Svartholm och vid Lovisa. de Bruce erhöll adjutants traktamente 1747. 1748 fick han överinseendet av byggnationen av Brobergets fästning vid Helsingfors och tjänstgjorde därefter vid Sveaborg till 1763. Genom tjänstebyte blev han 1749 löjtnant vid Österbottens regemente. Tillsammans med sina bröder naturaliserades Anders de Bruce som svensk adelsman 2 juni 1752. Han befordrades 1756 till kapten, erhöll transport till Nylands infanteriregemente 1759, blev stabskapten vid majorens kompani 1760 och major i armén 1772 och sekundmajor vid Nylands infanteriregemente 1774.
Som adelsman bevistade han riksdagarna 1755-1756, 1760-1762 och 1771-1772 och var då bland annat ledamot av besvärsdeputationen 1760-1770. Vid riksdagen 1771-1772 framlade han tillsammans med flera andra finländska adelsmän ett förslag som kort därpå kom att beaktas av Gustav III vid hans reformation av administrationen den östliga rikshalvan.
de Bruce transporterades 30 juni 1775 till arméns flotta men begärde och fick redan 5 september samma år av okända skäl avsked med pension. I februari året därpå kallades han dock till Stockholm och erhöll det viktiga uppdraget att förhandla med rust- och rotehållarna samt befälen vid flera finländska regementen om införande av mötes- och trosspassevolansen, en viss årlig avgift till kronan, som skulle ersätta den tidigare utgående naturaprestationer och forslingsskyldigheter. Anders de Bruce löste uppgiften på förtjänstfullt sätt och utnämndes till överstelöjtnant i armén. I januari 1777 utnämndes han till landshövding i Nylands och Tavastehus län.
Anders de Bruce blev 1767 riddare av Svärdsorden.

## Utmärkelser
- Riddare av Svärdsorden,  1767[3]

[Redigera Wikidata]